# Japán oroszlánfóka

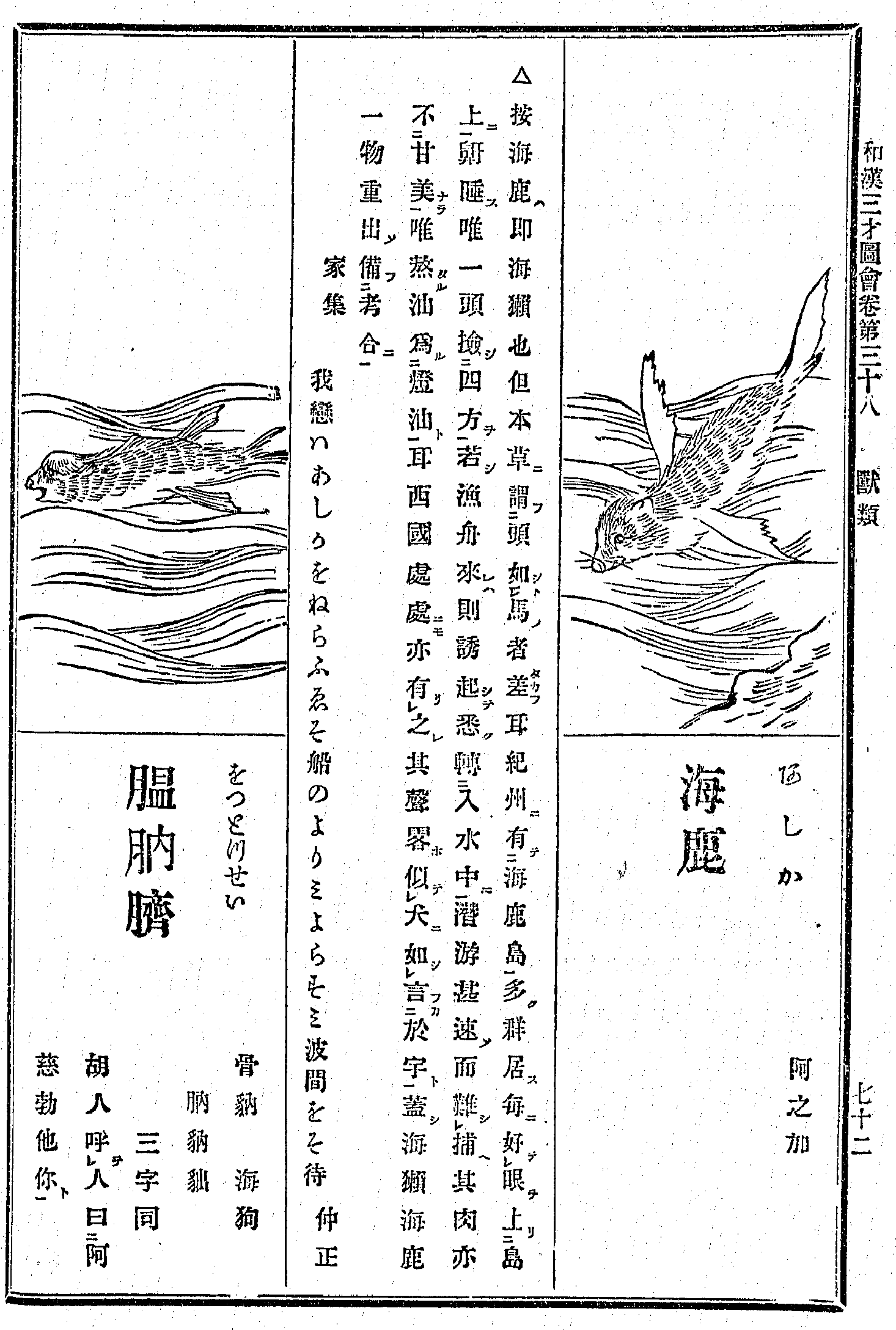
Az oroszlánfóka (jobbra) és a medvefóka, Wakan Sansai Zue (kb. 1712)

A japán oroszlánfóka (Zalophus japonicus) egy, a fülesfókafélék (Otariidae) családjába tartozó kihalt fókafaj.
Néha a kaliforniai oroszlánfóka (Zalophus japonicus) alfajának tekintik.

## Előfordulása
A Távol-Kelet partjainál élt.

## Megjelenése
A bikák testtömege 450–560 kg volt, testhosszuk 2,3-2,5 m volt, nagyobbak voltak, mint a kaliforniai oroszlánfókabikák. A tehenek testhossza 1,64 m volt, szőrük világosabb volt, mint a bikáké.

## Kihalása
A tápláléka (csakúgy, mint a többi oroszlánfókafajnak) halak voltak, azokat túlhalászták a japán halászok. Az utolsó kolónia Korea partjainál élt 1950-ben.